# Valerij Michajlovič Dembickij
Valerij Michajlovič Dembickij (rusky Валерий Михайлович Дeмбицкий, * 4. prosince 1949) je ruský vědec, akademik Ruské Akademie přírodních věd (RAPV).
Je autorem více než 350 publikací, včetně 4 monografií, 28 kapitol v knihách, 76 teoretických a přehledných prací v předních mezinárodních a ruských časopisech. Práce v oblasti biochemie, chemie přírodních látek, lipidů, lékařské chemie, katalýzy komplexů kovů a organické syntézy. Jednou z jeho hlavních specializací je chemie organických sloučenin bóru, jejich dynamika a použití v organické syntéze a v lékařství. Roku 2009 získal první cenu vlády Ruské federace v oboru nanotechnologie. Přizvaný vědecký vedoucí kolektivu Institutu organické chemie N. D. Zelinského Ruské akademie věd v Moskvě. V roce 1992 americké vydavatelství Marquis Who's Who (1899) uvedlo biografii V. M. Dembického jako předního ruského vědce. Dlouhá léta spolupracuje a publikuje odborné práce s českým vědcem Tomášem Řezankou  z Laboratoře genetiky, fyziologie a bioinženýrství hub Mikrobiologického ústavu Akademie věd České republiky.

## Dílo

### Monografie
- В. М. Дембицкий, Г. А. Толстиков. Природные Галогенированные Органические Соединения. – Из-во Гео-Пресс, Новосибирск, 2003.
- В. М. Дембицкий, Г. А. Толстиков. Органические Метаболиты Лишайников. Из-во Гео-Пресс, Новосибирск, 2005.
- H. Abu Ali, V. M. Dembitsky, M. Srebnik. Contemporary Aspects of Boron: Chemistry and Biological Applications. Elsevier, Amsterdam, 2005.
- S. A. Vizer, K. B. Yerzhanov, N. B. Kurmankulov, Y. S. Sycheva, V. M. Dembitsky. Acetylenes, allenes and cumulenes in the synthesis of heterocycles and bioactive compounds. Inst. Chem. Sciences Press, Almata, 2009.

### Vybrané stati a články
- V. M. Dembitsky, M. Srebnik. gem-Metallozirconium in organic synthesis. In: Titanium and Zirconium in Organic Synthesis, I. Marek, Ed., Chapter 7, Wiley-VCH/Herr Maier, Wiernheim, Germany, 2002, pp. 230-281.
- V. M. Dembitsky, H. Abu Ali, M. Srebnik. Recent chemistry of diboron compounds. Advances of Organometalic Chemistry, West R. (Ed.), Elsevier Inc., 2004, pp. 193-250.
- V. M. Dembitsky. Ether lipids of the organic world: Formation and biotransformation. In: Fats for the Future. Cambie, R. Q. (Ed). Ellis Harwood Series in Food Science & Technology Van Nostrand Reinhol/Avi, London. Chapter 12, 1989, pp. 173-189.
- H. A. Ali, V. M. Dembitsky, M. Srebnik. α-Haloalkylboranes. In: Organometallics: Boron Compounds. Science of Synthesis, Houben-Weyl Methods of Molecular Transformation. M. Regitz, D. Kaufmann, Eds, Georg Thieme Verlag, Stuttgart, Germany, Vol. 6, Chapter 29, 2004, 855-866.
- S. Viser, V. M. Dembitsky, L. Dedeshko, K. B. Yerzhanov. Selected Methods for Synthesis and Modification of Heterocycles. In: Selected methods of the synthesis and modification heterocycles. Karzev, V. G., Ed., IBS Press, 2004, Vol. 3, 104-134.
- V. M. Dembitsky, H. Abu Ali, M. Srebnik. Applied Suzuki cross-coupling reaction for syntheses of biologically active compounds, in: Contemporary Aspects of Boron: Chemistry and Applications. Chapter 3, 2005, pp. 119-298.
- V. M. Dembitsky, R. Smoum, A. A. Al-Quntar. Natural boron-containing compounds in plants, algae and microorganisms. Current Topics in Phytochemistry, 2002, 5, 67-76.
- V. M. Dembitsky, M. Srebnik. Chemistry of α-aminoboronic acids and their derivatives. In: Bioactive amino acids and peptides in organic synthesis. Wiley-VCH, Weinheim, Ed. Hughes, A. B. Germany, Vol. 2, Chapter 4, 2009, pp. 145-188.
- V. M. Dembitsky, A. A. Al Quntar, M. Srebnik. Natural and synthetic small boron ontaining molecules as potential inhibitors of bacterial and fungal quorum sensing. Chemical Reviews, 111, 209-237, 2011.
- V. M. Dembitsky. Oxidation, epoxidation, and sulfoxidation reactions catalyzed by haloperoxidases. Tetrahedron, 59, 4701 to 4720, 2003.
- V. M. Dembitsky, T. Maoka. Allenic and cumulenic lipids. Progress in Lipid Research, 46, 328-375, 2007.
- T. Řezanka, V. M. Dembitsky. Metabolites produced by cyanobacteria belonging to several species of the family Nostocaceae. Folia Microbiol. 51, 159-182, 2006.
- T. Řezanka, K. Sigler, V. M. Dembitsky. Syriacin, a Novel Unusual Sulfated Ceramide Glycoside from the Freshwater Sponge Ephydatia syriaca (Porifera, Demospongiae, Spongilliae). Tetrahedron 62, 5937-5943, 2006.
- M. Temina, H. Řezankova, T. Řezanka, V. M. Dembitsky. Diversity of the fatty acids of the Nostoc species and their statistical analysis. Microbiol. Res. 162, 308-321, 2007.
- O. A. Rozentsvet, T. Řezanka, E. S. Bosenko, E. A. Uzhametskaya, V. M. Dembitskii. Fatty acids, phospholipids, and the betaine lipid DGTS from the aquatic fern Salvinia natans. Chem. Nat. Comp. 41, 487-490, 2005.
- V. M. Dembitsky, T. Řezanka. Metabolites produced by nitrogen-fixing Nostoc species. Folia Microbiol. 50, 363-392, 2005.
- T. Řezanka, V. M. Dembitsky. The colleflaccinosides, two chiral bianthraquinone glycosides with antitumor activity from the lichen Collema flaccidum collected in Israel and Russia. Nat. Prod. Res. 20, 969-980, 2006.
- T. Řezanka, M. Temina, A. G. Tolstikov, V. M. Dembitsky. Natural microbial UV radiation filters – Mycosporine-like amino acids. Folia Microbiol. 49, 339-352, 2004.
- T. Řezanka, J. Spížek, V. Přikrylová, V. M. Dembitsky. Four New Derivatives of Trihomononactic Acids from Streptomyces globisporus. Eur. J. Org. Chem. 4239 to 4244, 2004.
- T. Řezanka, J. Spížek, V. Přikrylová, A. Prell, V. M. Dembitsky. Five new derivatives of nonactic and homo-nonactic acids from Streptomyces globisporus. Tetrahedron 60, 4781 to 4787, 2004.
- T. Řezanka, V. M. Dembitsky. Tetratriacontanonaenoic acid, first natural acid with nine double bonds isolated from a crustacean Bathynella natans. Tetrahedron 60, 4261 to 4264, 2004.
- T. Řezanka, V. M. Dembitsky. Ten-membered substituted cyclic 2-oxecanone (decalactone) derivatives from Latrunculia corticata, a Red Sea sponge. Eur. J. Org. Chem. 2144-2152, 2003.
- T. Řezanka, V. M. Dembitsky. Identification of acylated xanthone glycosides by liquid chromatography-atmospheric pressure chemical ionization mass spectrometry in positive and negative modes from the lichen Umbilicaria proboscidea. J. Chromatogr. A 995 (1-2) 109-118, 2003.
- V. M. Dembitsky, T. Řezanka, A. G. Kashin. Comparative examination of phospholipids and fatty acids from some Caspian invertebrates. Comp. Biochem. Physiol. B 104, 617-622, 1993.
- V. M. Dembitsky, T. Řezanka, I. A. Bychek. Lipid Composition of some lichens. Phytochemistry 31, 1617-1620, 1992.
- V. M. Dembitsky, D. O. Levitsky. Arsenolipids. Progress in Lipid Research, 43, 403-448, 2004.
- V. M. Dembitsky. Biogenic iodine and iodine-containing metabolites. Natural Product Communications, 1, 139-175, 2006.
- V. M. Dembitsky. Bioactive a cyclobutane-containing alkaloids. Journal of Natural Medicines, 62, 1-33, 2008.
- V. M. Dembitsky. Bioactive peroxides as potential therapeutic agents. European Journal of Medicinal Chemistry, 43, 223-251, 2008.
- V. M. Dembitsky. Anticancer activity of natural and synthetic acetylenic lipids, Lipids, 41, 883-924, 2006.
- V. M. Dembitsky. Natural neo acids and neo alkanes: their analogues and derivatives. Lipids, 41, 309-340, 2006.
- V. M. Dembitsky. Chemistry and biodiversity of biologically active natural glycosides. Chemistry & Biodiversity, 1, 673-781, 2004.
- V. M. Dembitsky, M. Srebnik. Natural halogenated fatty acids: their analogues and derivatives. Progress in Lipid Research, Vol. 41, 315-367, 2002.